# Winsum

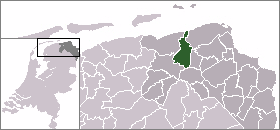
Winsums läge (grönt) i Groningen (mörkgrått).

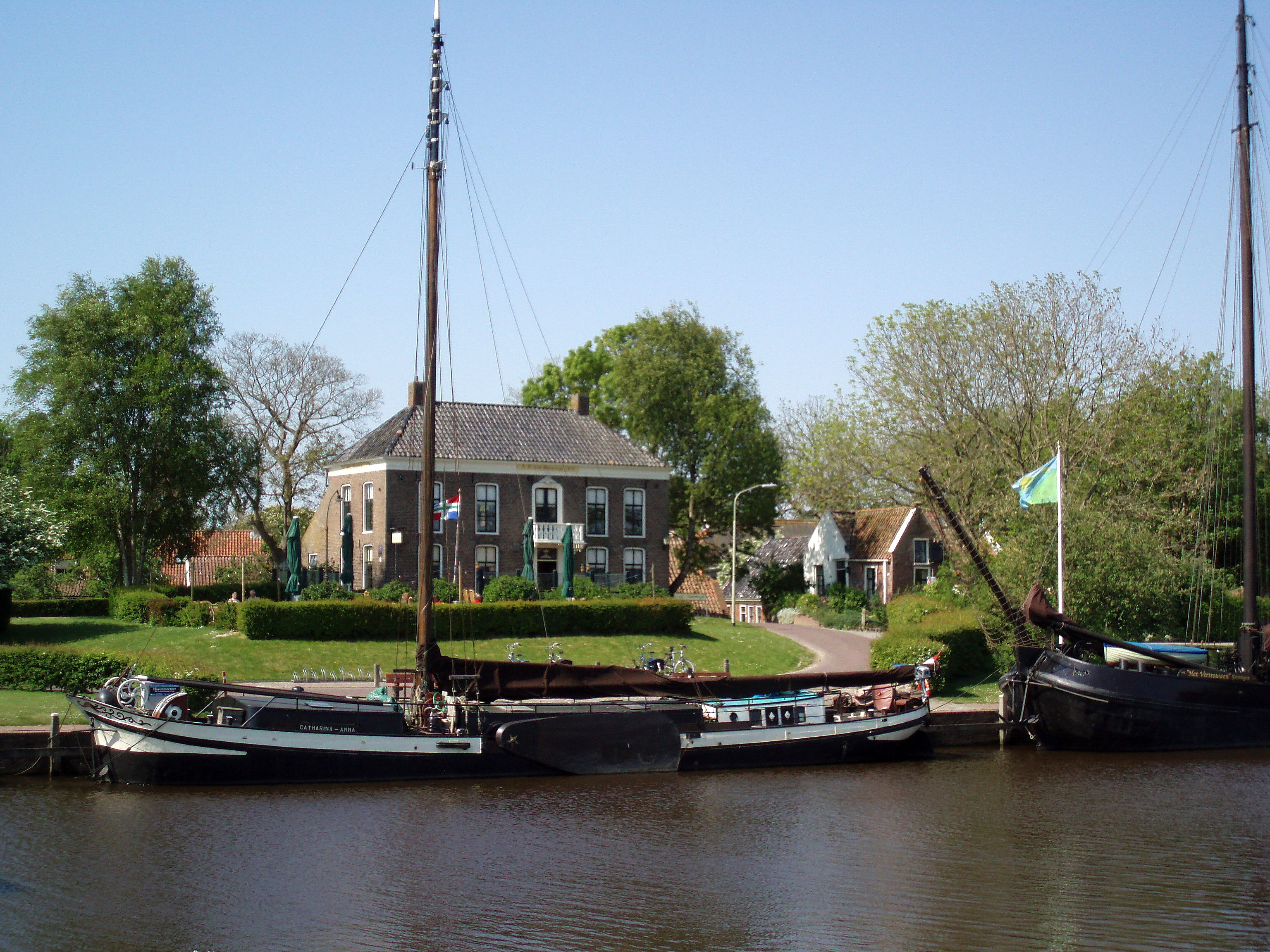
Kafé Hammingh i Garnwerd vid ån Reitdiep.

Winsum är en historisk kommun i provinsen Groningen i Nederländerna. Kommunens totala area är 102,53 km² (där 1,44 km² är vatten) och invånarantalet är på 14 363 invånare (2005).